# Municipio de Heby
Heby (en sueco: Heby kommun) es un municipio de la provincia de Upsala, Suecia, en la provincia histórica de Uppland. Su sede se encuentra en la localidad de Heby. El municipio actual fue creado durante la reforma municipal de 1971 con la fusión de los municipios rurales de Nora, Vittinge, Västerlövsta y Östervåla. El nombre fue tomado del asentamiento de Heby, que había sido un municipalsamhälle (una especie de ciudad) desde 1887.
Hasta 2006, el municipio estaba ubicado en la provincia de Västmanland, pero fue transferido desde 2007 a Uppsala. Esto se llevó a cabo de conformidad con la decisión del parlamento el 30 de noviembre de 2005. En un referéndum consultivo local en 1998, el 57,5% había votó a favor de un cambio de provincia.

## Localidades
Hay seis áreas urbanas (tätort) en el municipio:
| # | Tätort     | Población |
| - | ---------- | --------- |
| 1 | Heby       | 2682      |
| 2 | Morgongåva | 1490      |
| 3 | Östervåla  | 1744      |
| 4 | Tärnsjö    | 1222      |
| 5 | Harbo      | 788       |
| 6 | Vittinge   | 567       |

## Ciudades hermanas
Heby esta hermanado o tiene tratado de cooperación con:
- Saarde, Estonia
- Kamienna Góra, Polonia